# Esperanta Civito
Az Esperanta Civito (röv.: EC, latinul Civitas esperantica) egy terület nélküli eszperantó csoport, amelynek hivatalos nyelve az eszperantó, és amely a nemzetközi jog alanya kíván lenni, alkotmányos alapokmánnyal és számos törvénnyel rendelkeznek a szuverén céljaik elérésére, amelyet a svájci Chaudefonds-sur-Layon-ban, 1998. augusztus 10.-én hirdettek ki. Ez nem egy egyesület, hanem az eszperantót ismerők közössége. Néhány tucatnyi főből áll, akik aláírták az Esperanto Civito egyezményét. A La Civito a Heroldo de Esperanto és a Literatura Foiro magazinok tulajdonosa, hírlevelévelüket a HeKo hírügynökség szerkeszti.
Az Eszperantó Civito célja egy újfajta, transznacionális kultúrájú eszperantó szervezet magjának kialakítása, amelynek fő célja azon eszperantisták képviselete, akik úgy érzik, hogy egy hontalan diaszpóra nyelvcsoportjához tartoznak. 2019-ben 459 tagja volt. Az Eszperanto Civito programhoz való csatlakozás kulcsfontosságú elve az, hogy a leendő tag a diaszpóra nyelvi kisebbség tagjának érezze magát. Az eszperantót azonosítónak és kulturális eszköznek tekintik.
A Civito kiadja a Literatura Foiro folyóiratot, tanfolyamokat tart az Esperantista Kultura Centro-ban (EKC), megszervezi az Afrikai Eszperantológiai Hetek c. programot, nyelvvizsgákat stb. Rendelkeznek olyan ingatlannal is (egyebek mellett egy természetbarát házzal Málagában), amelyet céljaik elérésére hasznosítanak.
A hagyományos eszperantó mozgalom (UEA) szervezeti modellje Köln-ből (1933) származik, a közös program nélküli jelöltek közül választja meg irányító testületét. Ettől a hagyományos szervezeti modelltől eltérően az Eszperantó Civito, amelynek vezető testületét a tagok választják meg a jelöltek közül, egy lista alapján, általános programokkal párosítva, ami következetes cselekvési irányt eredményez a testület számára.

## Története
Az Eszperanto Civito egyezményét 1998-ban La Chaux-de-Fonds-ban hozták létre azok az intézmények, amelyek részt vettek az EC első fórumán. Kétéves vita után az alkotmányt Sabbioneta-ban (Olaszország) hirdették ki, a harmadik fórum, amely folyamán egyidőben vált a polgári parlament két ágának egyikévé. Az első szenátusi választás (2001. december 15.). Két lista versenyezett, a fehér, Vinko Oslak és Nelly Holevitch főjelöltekkel, a zöld, Walter Żelazny és Ljubomir Trifonchovski.
A fehér lista szimbóluma egy hal volt, a Keresztény értékek által ihletett Civitóért szlogennel.
A zöld lista szimbóluma egy gyökeres fa volt, a Zamenhoftól az Eszperantó Civitóig szlogennel.

## Fordítás
- Ez a szócikk részben vagy egészben  az   Esperanta Civito című eszperantó Wikipédia-szócikk ezen változatának fordításán alapul.  Az eredeti cikk szerkesztőit annak laptörténete sorolja fel. Ez a jelzés csupán a megfogalmazás eredetét és a szerzői jogokat jelzi, nem szolgál a cikkben szereplő információk forrásmegjelöléseként.